# 杨闻中
杨闻中，江西人，是一名明朝政治人物。
杨闻中曾于崇祯年间接替章晋锡任延平府知府一职，崇祯年间由文之显接任。